# Chronémie
 (juin 2025).
Si vous disposez d'ouvrages ou d'articles de référence ou si vous connaissez des sites web de qualité traitant du thème abordé ici, merci de compléter l'article en donnant les références utiles à sa vérifiabilité et en les liant à la section « Notes et références ».
La chronémie est une sous-discipline de l'anthropologie, de la philosophie et de la linguistique qui décrit comment le temps est perçu, codé et communiqué dans une culture donnée. C'est l'une des nombreuses sous-catégories issues de l'étude de la communication non verbale.
Selon l'Encyclopédie de l'éducation spéciale, « la chronémie inclut l’orientation temporelle, la compréhension et l’organisation du temps, l’utilisation du temps et la réaction face à la pression temporelle, ainsi que la conscience du temps ». La perception et les valeurs qu'une personne accorde au temps jouent un rôle considérable dans son processus de communication.
L’utilisation du temps peut affecter les modes de vie, les relations personnelles et la vie professionnelle. D’une culture à l’autre, les individus ont généralement des perceptions du temps différentes, ce qui peut entraîner des tensions ou des frictions entre les individus. Les perceptions du temps incluent la ponctualité, les interactions et la volonté d’attendre.